# Котельников, Павел Леонтьевич
Павел Леонтьевич Котельников (1900, Орлов Гай — 1988) — советский военачальник, генерал-майор авиации, начальник штаба 6-й воздушной армии.

## Биография
В 1918—1920 годах, в должности пулеметчика, участвовал в военных действиях против белогвардейских войск. В 1920—1921 годах, командуя пулеметным взводом, участвовал в подавлении крестьянских мятежей в Поволжье и на Украине. В 1924—1928 годах служил на должностях командира роты и командира батальона. В 1929 году окончил Стрелково-тактические курсы усовершенствования комсостава РККА «Выстрел» имени III Коминтерна.
В 1937 году окончил командный факультет Военно-Воздушной академии им. Н. Е. Жуковского. 22 февраля 1938 года награжден орденом Красного Знамени. 17 февраля 1939 года присвоено звание комбрига. В 1939 году занимал должность начальника штаба АОН-2. В 1939—1940 годах преподавал в Военно-Воздушной академии им. Н. Е. Жуковского. В марте-октябре 1940 года занимал должность начальника Оперативного отдела управления ВВС.
В июле 1941 года в должности начальника штаба Управления ВВС фронта резервных армий участвовал в обороне Москвы. В должности командующего ВВС 59-й армии участвовал в 1941—1942 годах в обороне Ленинграда.
В должности заместителя начальника штаба 15-й воздушной армии участвовал в планировании и подготовке Орловской операции и «за примерную работу по подготовке Орловской операции и при ее проведении» награжден орденом Отечественной войны I степени.
1 июля 1944 года присвоено звание генерал-майора авиации. В июле-сентябре 1944 года занимал должность начальника штаба 6-й воздушной армии. 3 ноября 1944 года «за долголетнюю и безупречную службу в Красной армии» награжден орденом Красного Знамени. 21 февраля 1945 года награжден орденом Ленина.
После окончания войны служил в должности старшего преподавателя кафедры мобилизационной подготовки Высшей военной академии имени К. Е. Ворошилова. 24 июня 1948 года награжден орденом Красного Знамени. 6 декабря 1955 года уволен в отставку.